# The Brotherhood of Satan
The Brotherhood of Satan è un film horror del 1971 diretto da Bernard McEveety e prodotto da L.Q. Jones.

## Trama
Ben, la fidanzata Nicky e la giovane figlia K. T. si stanno dirigendo alla casa della nonna di K. T. per una festa di compleanno. Durante il viaggio, si imbattono in un incidente stradale nella città di Hillsboro e, mentre tentano di denunciare l'accaduto, incontrano lo sceriffo, il suo vice Tobey, Doc Duncan e un prete, preoccupati a causa di eventi insoliti in città, come diversi omicidi, l'incapacità della gente di lasciare la città e la misteriosa scomparsa di molti bambini, rapiti da una setta satanica per celebrare messe nere. Il prete intuisce che la setta è l'autrice dei rapimenti e rivela ai cittadini, tra cui Ben e Nicky, il motivo per il quale K. T. è scomparsa. Tuttavia, l'omicidio di un padre che sta cercando suo figlio, Joey, crea scompiglio in città.
Inoltre, Ben scopre che Doc Duncan è scomparso e si mette alla sua ricerca insieme allo sceriffo e a Nicky. Nella casa di Duncan, trovano un giocattolo che prende vita e uccide il padre di Joey, Mike, e dietro una porta della casa, Ben scopre che si sta svolgendo una messa nera, durante la quale i membri della setta si lasciano uccidere da alcuni individui incappucciati, per impossessarsi dei corpi dei bambini. Ben riesce ad aprire la porta della stanza, al cui interno trova i bambini rinchiusi, insieme a un tavolo, delle bambole nere (che hanno le sembianze dei rapitori) e un carillon.

## Produzione

### Riprese
Le riprese del film sono state effettuate ad Albuquerque, Nuovo Messico.

## Distribuzione
Il film è stato distribuito su VHS nel 1986 dalla RCA e dalla Columbia Pictures (OCLC 22091401), mentre in DVD nel 2002 dalla Columbia TriStar (ISBN 0-7678-8253-9), e nel 2013 dalla Mill Creek Entertainment, incluso nel Blu-ray di Mr. Sardonicus.